# Transverberation
Die Transverberation (vom lateinischen transverberatio, deutsch „Durchbohrung“) ist eine mystische Erfahrung, die im Kontext der katholischen Religiosität auf ein mystisches Einswerden mit Gott (unio mystica) hindeutet. Das Herz des Betroffenen fühlt sich wie von einem Feuer durchbohrt. Das bekannteste Beispiel ist die heilige Theresa von Ávila, deren mystische Verzückung in Ávila viele Künstler inspiriert hat.

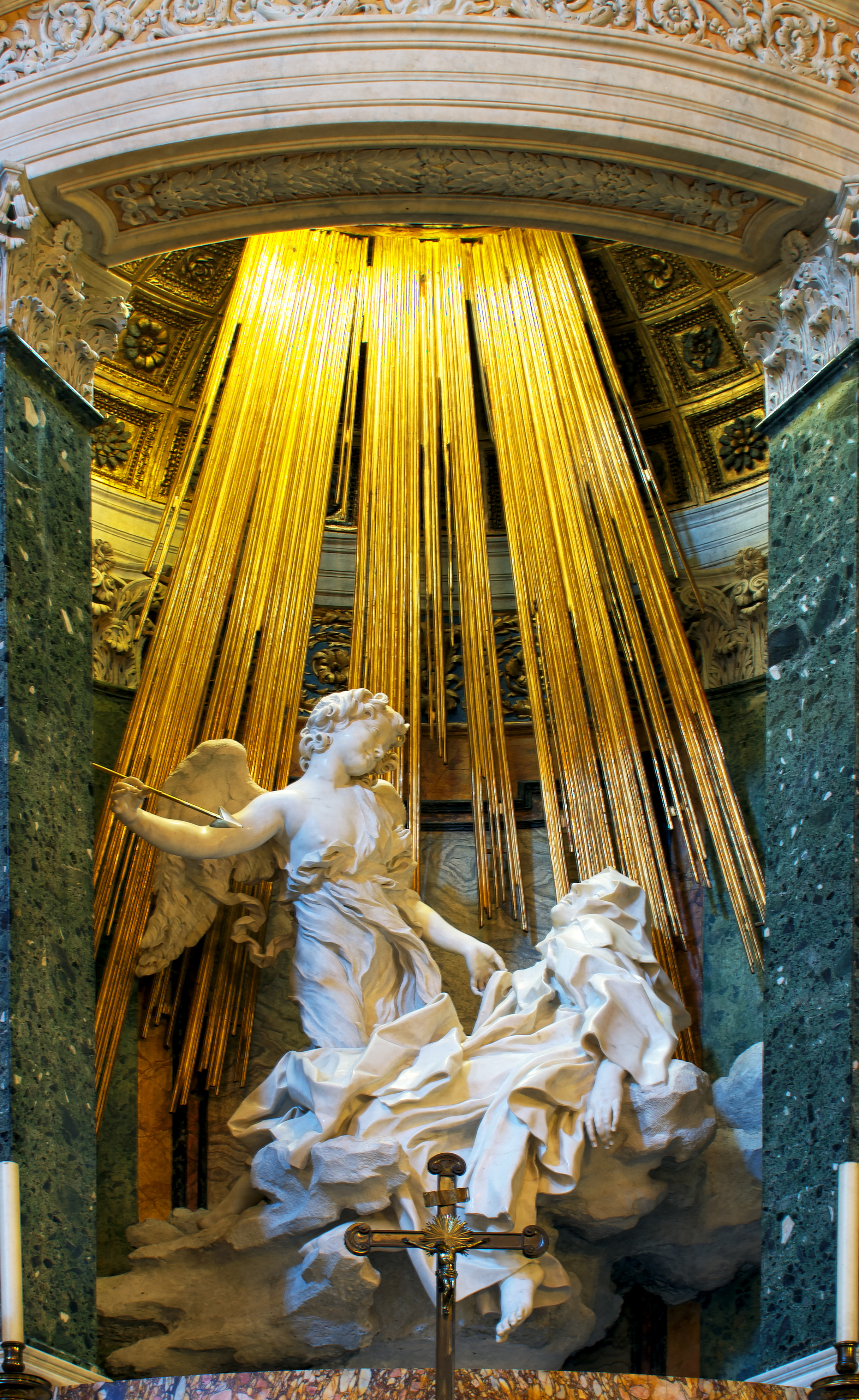
Die Transverberation der heiligen Teresa (Frontalskulptur von Giovanni Lorenzo Bernini)

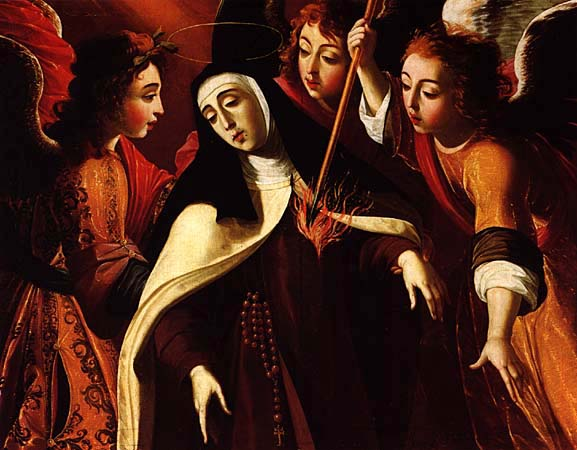
Die Transverberation der heiligen Teresa (Gemälde von Josefa de Óbidos im Jahr 1672)

## Beschreibung
In der katholischen Theologie und Spiritualität wird die Transverberation als eine geistliche Gabe betrachtet, die Menschen zuteilwird, die ein mystisches Einswerden mit Gott erreichen, was aus einer „geistigen Wunde im Herzen“ besteht, die als Zeichen der tiefsten Liebe des Mystikers zu Gott gegeben wird.
Teresa von Avila (1515–1582) beschreibt das Phänomen in ihrem autobiografischen Werk Libro de la Vida (Das Buch des Lebens), in dem sie von einer Vision berichtet, die sie um 1562 hatte, als ihr ein Engel erschien und ihr einen feurigen Pfeil in Herz (und Eingeweide) stieß.

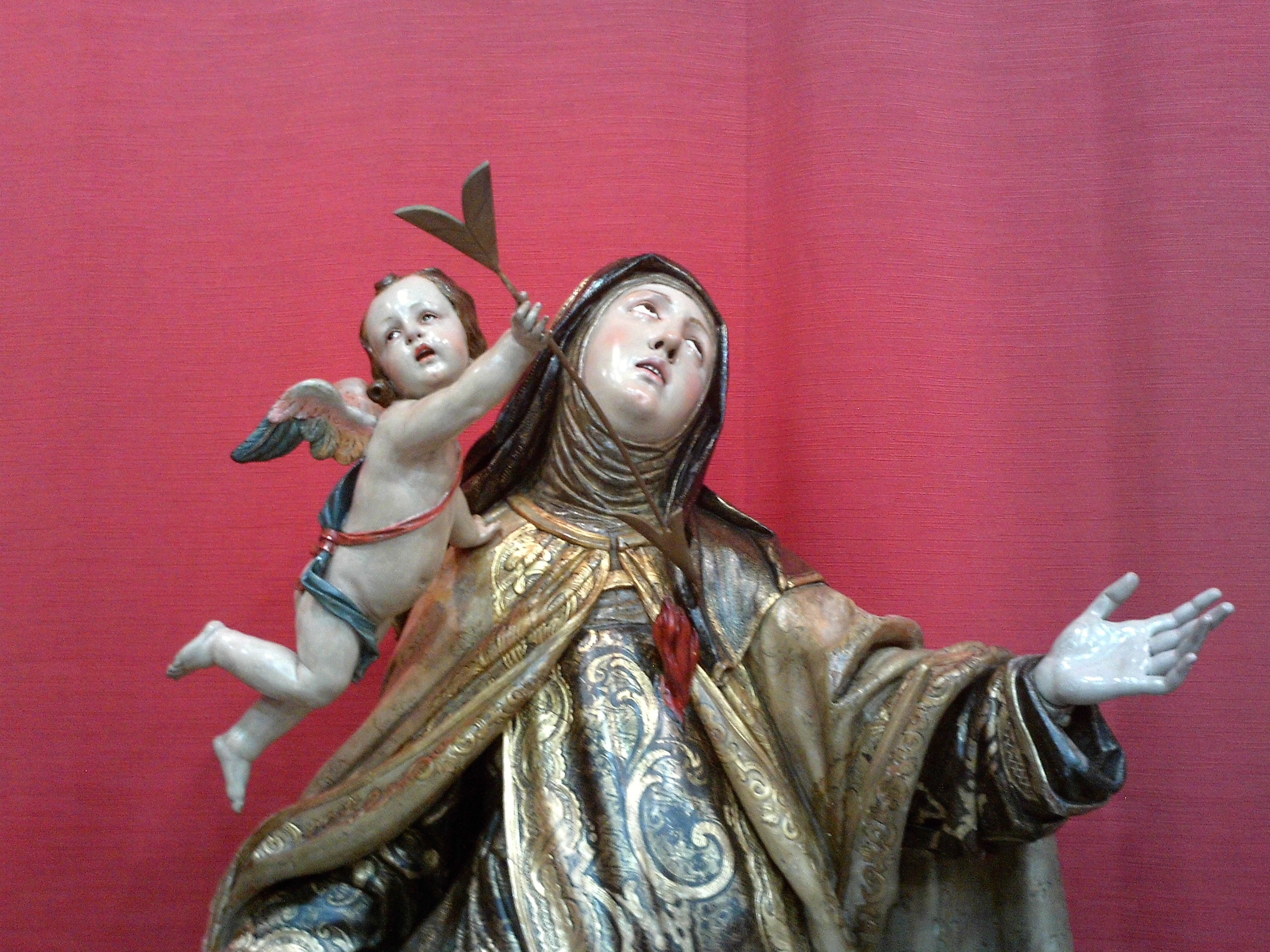
Die heilige Teresa (mit Cherub en acción). Statue von José Sánchez (19. Jahrhundert. Kloster der Unbeschuhten Karmelitinnen von Sanlúcar la Mayor, Provinz Sevilla, Andalusien, Spanien)

In der christlichen Hagiographie gibt es zahlreiche Beispiele für Transverberation, die oft mit Stigmata in Verbindung gebracht werden. Zu den Persönlichkeiten, bei denen neben Teresa von Ávila eine Transverberation bekannt oder anerkannt ist, zählen: Franz von Assisi (1181–1226), Angela von Foligno (1248–1309), Katharina von Siena (1347–1380), Rita von Cascia (ca. 1381–1457), Katharina von Genua (1447–1510), Maria Magdalena von Pazzi (1556–1607), Margareta Maria Alacoque (1647–1690), Veronica Giuliani (1660–1727), Paul vom Kreuz (1694–1775), Therese von Lisieux (1873–1897) und Pater Pio (1887–1968). Am 27. August darf nach päpstlichem Indult von den Unbeschuhten Karmeliten das Fest der Herzensdurchbohrung (transverberatio cordis) der Theresa von Jesus (Teresa von Ávila) gefeiert werden.